# 아보 아카데미 대학교

아보 아카데미 대학교(영어: Åbo Akademi University, 스웨덴어: Åbo Akademi [ˈòːbʊ akadɛˈmiː], 핀란드 스웨덴어: [ˈoːbu ɑkɑdeˈmiː])는 핀란드(또는 스웨덴 이외 지역)에서 유일하게 스웨덴어만을 사용하는 다학부 대학이다. 주로 투르쿠(아보는 도시의 스웨덴 이름)에 위치하고 있지만 바사 (핀란드)(Vaasa)에서도 활동하고 있다. 아보 아카데미는 1640년에 설립되었으나 1827년 투르쿠 화재 이후 헬싱키로 옮겨 현재 헬싱키 대학교로 알려진 왕립 아카데미(Royal Academy of Åbo)와 구별한다.
아보 아카데미는 투르쿠를 다시 대학 도시로 만들고 헬싱키 대학에서 스웨덴어가 위협받고 있다고 느꼈기 때문에 핀란드의 세 번째 대학으로 1918년 민간 기부로 설립되었다. 핀란드 투르쿠 대학교(Finnish University of Turku)는 1920년에 개인 기부와 비슷한 이유로 설립되었다. 아보 아카데미는 1981년까지 사립 교육 기관이었으며 이후 공립 교육 기관으로 전환되었다.
스웨덴 이외의 세계에서 유일한 단일 언어 스웨덴 다중 교수 대학으로서 핀란드에서도 유일한 대학인 아보 아카데미 대학교는 스웨덴어를 사용하는 인구의 상당 부분을 위한 고등 교육을 담당하고 있다. 이 역할은 교육과 연구뿐만 아니라 사회 환경에도 많은 영향을 미친다. 대부분의 과목에 학생 수가 적기 때문에 학부 간 및 타 대학과의 협력이 매우 중요하다.
소수의 학생들은 대학 입학 스웨덴어 시험을 통과한 핀란드어 사용자이다. 투르쿠 자체는 이중 언어를 사용하는 도시이지만 대학은 강력한 스웨덴 환경을 제공한다. 대부분의 학생들은 원래 언어에 관계없이 학업을 마치면 기능적으로 이중 언어를 구사하게 된다.

## 같이 보기
- 핀란드의 교육